# Medalha de Serviço do Vietnã
A Medalha de Serviço do Vietnã é uma condecoração militar das Forças Armadas dos Estados Unidos, estabelecida em 8 de julho de 1965 por ordem do presidente Lyndon B. Johnson . A medalha é concedida para reconhecer o serviço durante a Guerra do Vietnã por todos os membros das Forças Armadas dos EUA, desde que atendam aos requisitos do prêmio.
O design distinto foi atribuído ao escultor Thomas Hudson Jones, um ex-funcionário do Instituto de Heráldica do Exército e a Mercedes Lee, que criou o design.